# 2,5-Dimethylhexan
2,5-Dimethylhexan ist eine chemische Verbindung aus der Gruppe der Alkane, genauer der Octane.

## Eigenschaften
2,5-Dimethylhexan ist eine leicht entzündbare, leicht flüchtige, farblose Flüssigkeit, die praktisch unlöslich in Wasser ist.

## Sicherheitshinweise
2,5-Dimethylhexan kann mit Luft ein explosionsfähiges Gemisch bilden. Der Flammpunkt liegt bei 2 °C, die Explosionsgrenzen zwischen 0,8 Vol.‑% (40 g/m3) als untere Explosionsgrenze (UEG) und 6,5 Vol.‑% (310 g/m3) als obere Explosionsgrenze (OEG).